# 万里望

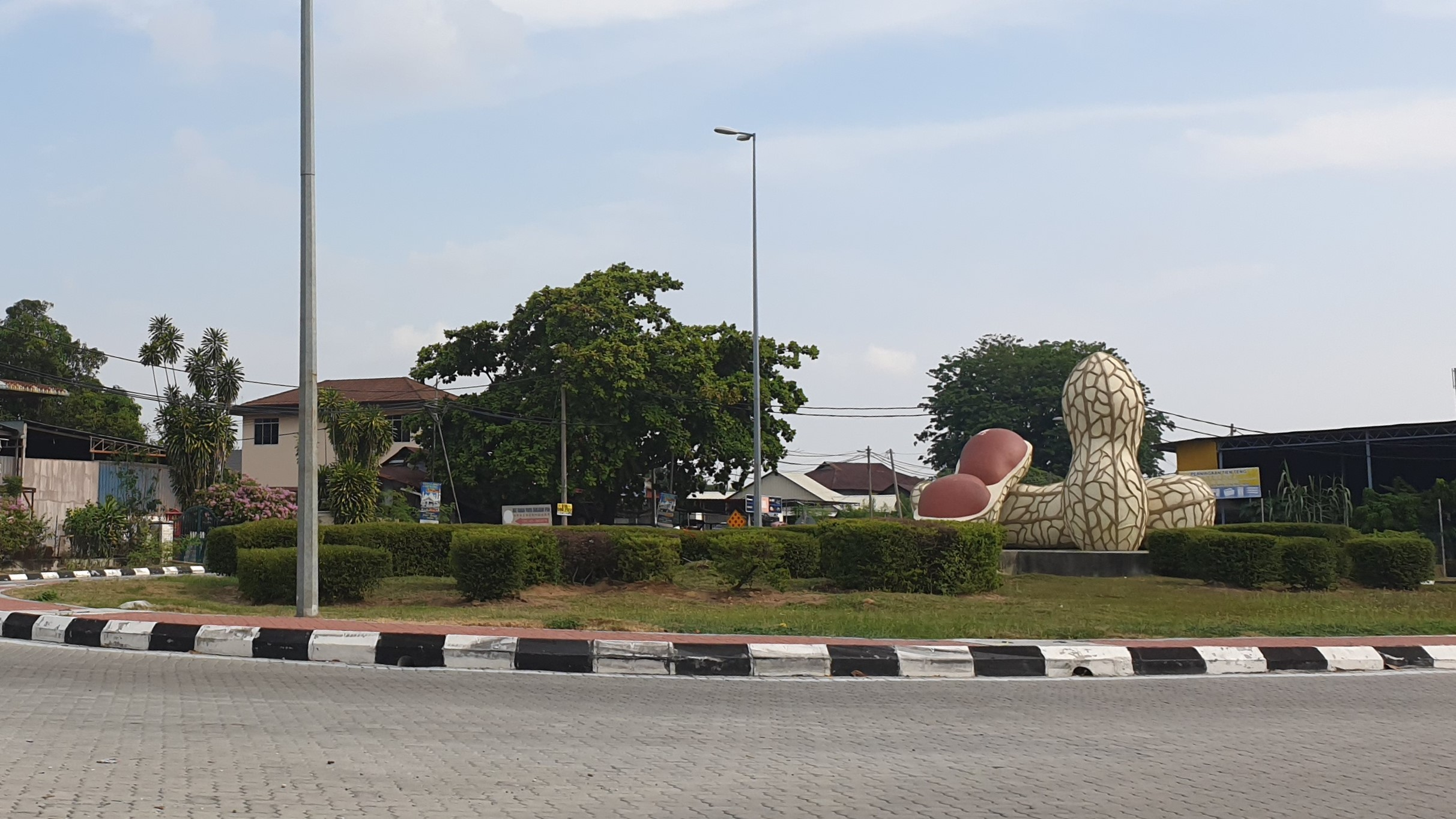
怡保镇的花生雕塑

万里望是位于马来西亚霹雳怡保市的一座市镇。万里望的知名产品有万里望花生，Ngan Yin花生工厂有限公司是负责包装花生的公司之一。
万里望的居民主要是以广东话沟通。在两次大战之前，万里望曾经是怡保最繁忙的市镇。